# Seznam partnerských a sesterských měst v Malajsii

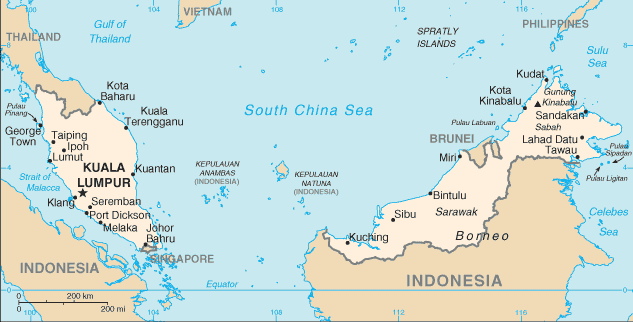
Mapa Malajsie

Toto je seznam samospráv v Malajsii, které mají stále vazby na malajské komunity v jiných zemích. Ve většině případů se sdružení, zejména pokud je formalizováno místní samosprávou, nazývá „partnerství měst“ (obvykle v Evropě) nebo „sesterská města“ (obvykle ve zbytku světa).

## B
Beaufort
| - Beaufort, Spojené státy americké |

## I
Ipoh
| - Fukuoka, Japonsko |

## J
Johor Bahru
| - Čchang-čou, Čína - Istanbul, Turecko | - Kuching, Malajsie |

## K
Klang
| - Jung-čou, Čína | - Urumči, Čína |

Kota Bharu
| - Kasaoka, Japonsko |

Kota Kinabalu
| - Chang-čou, Čína - Che-jüan, Čína - Jongin, Jižní Korea - Josu, Jižní Korea | - Ratchaburi, Thajsko - Ťiang-men, Čína - Vladivostok, Rusko |

Kuala Lumpur
| - Ankara, Turecko - Casablanca, Maroko - Čennaí, Indie - Dubaj, Spojené arabské emiráty - Isfahán, Írán | - Karáčí, Pákistán - Londýn, Anglie, Velká Británie - Malakka (město), Malajsie - Mašhad, Írán |

Kuala Terengganu
| - Makasar, Indonésie |

Kuantan
| - Čchin-čou, Čína |

Kuching
| - Čchüan-čou, Čína - Džidda, Saúdská Arábie - Johor Bahru, Malajsie | - Kchun-ming, Čína - Pontianak, Indonésie |

## L
Labuan
| - Sien-ning, Čína |

Langkawi
| - ostrov Kiš, Írán |

## M
Malakka
| - Hoorn, Nizozemsko - Chaj-kchou, Čína - Kuala Lumpur, Malajsie - Kota Tua (Jakarta), Indonésie | - Lisabon, Portugalsko - Nanking, Čína - Siak, Indonésie - Valparaíso, Chile |

Miri
| - Kuang-ning (okres), Čína | - Okres Chua-lien, Tchaj-wan |

## P
Padawan - Uma-Bawang
| - Berkeley, Spojené státy americké |

Penang (ostrov)
| - Adelaide (City of Adelaide), Austrálie - Bangkok, Thajsko - Medan, Indonésie | - Phuket, Thajsko - Sia-men, Čína |

Petaling Jaya
| - Asan, Jižní Korea - Bandung, Indonésie | - Mijoši, Japonsko |

Putrajaya
| - Nur-Sultan, Kazachstán |

## S
Sandakan
| - Burwood, Austrálie | - Zamboanga, Filipíny |

Seberang Perai
| - Fremantle (City of Fremantle) |

Seremban
| - Bukittinggi, Indonésie |

Shah Alam
| - Hanam, Jižní Korea | - Surabaja, Indonésie |

Sibu
| - Čching-che (okres), Čína - Fu-čching (městský okres), Čína - Kuang-ning (okres), Čína - Ku-lou (Fu-čou), Čína - Ku-tchien (okres), Čína - Min-čching (okres), Čína - Nan-pching, Čína | - Ning-te, Čína - Pching-nan (okres), Čína - Pchu-jang (okres), Čína - Pchu-tchien, Čína - Ťin-tchang (okres), Čína - Wu-i-šan (městský okres), Čína |

## T
Tawau
| - Parepare, Indonésie | - Čang-pching, Čína |